# Вармонд
Вармонд (нидерл. Warmondо файле) — деревня и бывший муниципалитет на западе Нидерландов к северу от Лейдена, входит в общину Тейлинген провинции Южная Голландия. До 1 января 2006 года был отдельной общиной, затем вместе с Сассенхеймом и Ворхаутом стал частью Тейлингена.

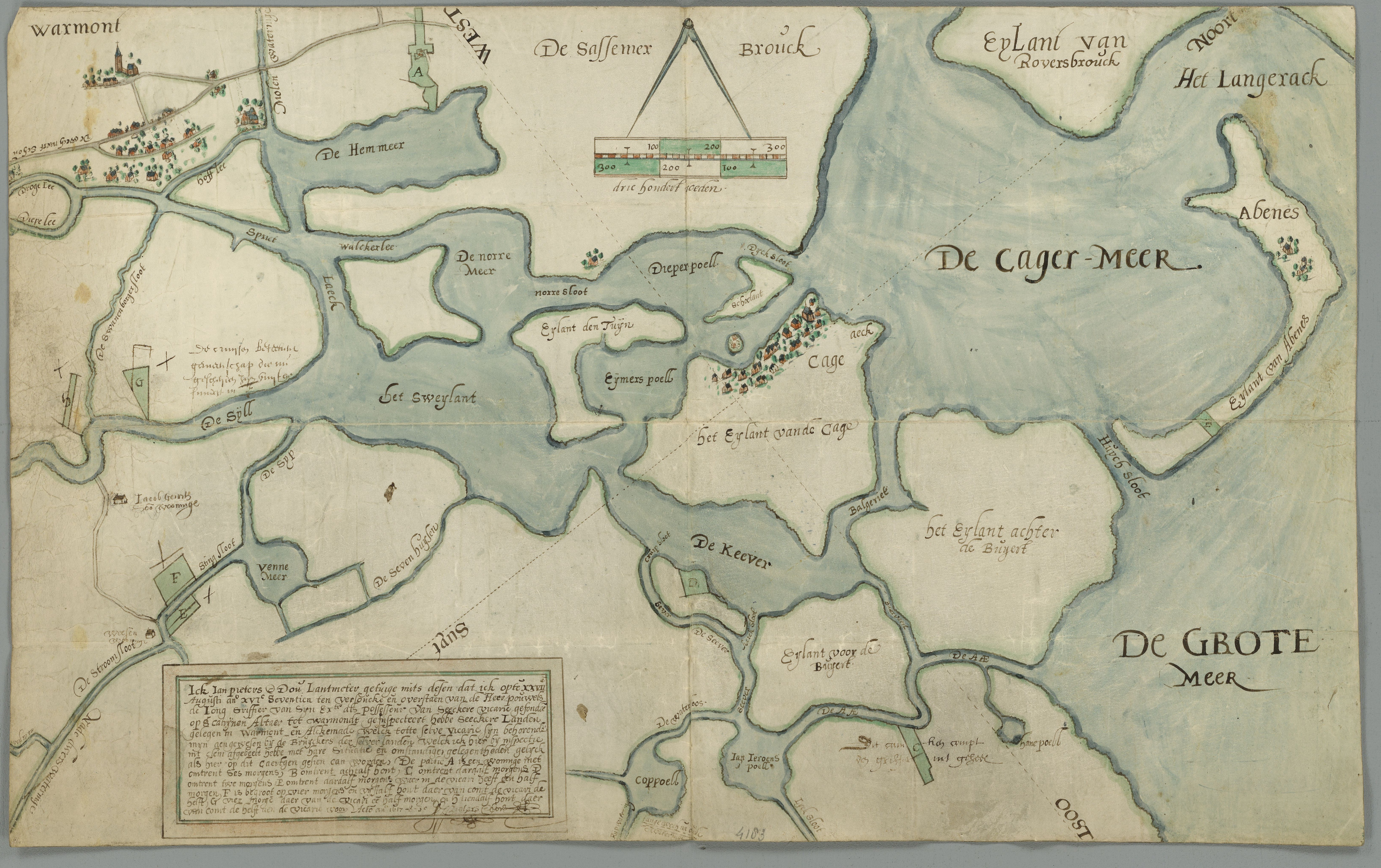
Вармонд и озёра Кагерплассен в 1617 году.

Расположен на системе озёр Кагерплассен, что вкупе с имеющимися маринами делает его популярным местом отдыха, а также занятий яхтингом и прочими водными видами спорта.
К северу от деревни вдоль главной дороги располагается особняк XVIII века Huys te Warmond (Дом в Вармонде).
Первое происшествие на железной дороге в Нидерландах произошло близ Вармонда 10 марта 1843 года, один человек погиб.

## Достопримечательности

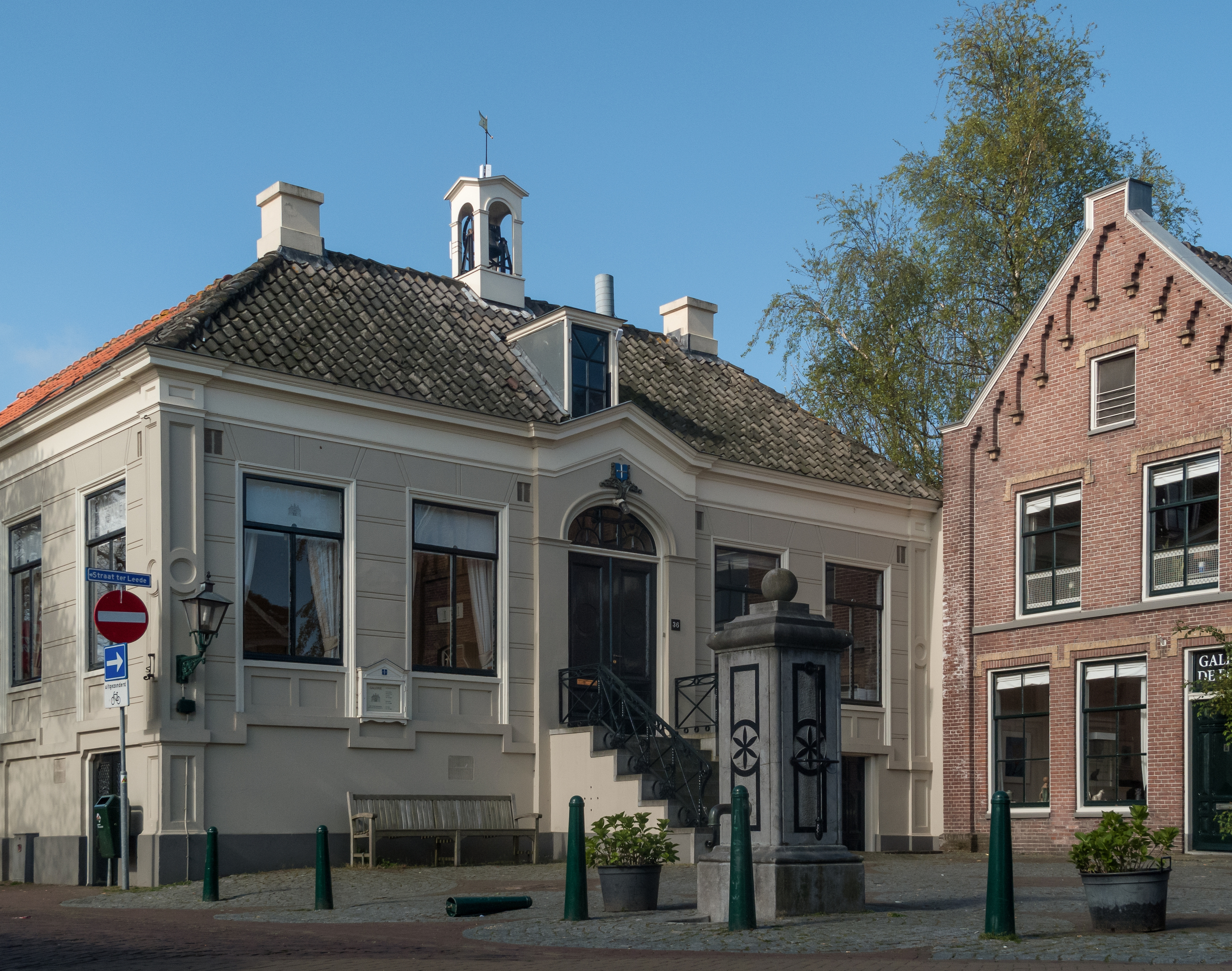
Бывшая ратуша
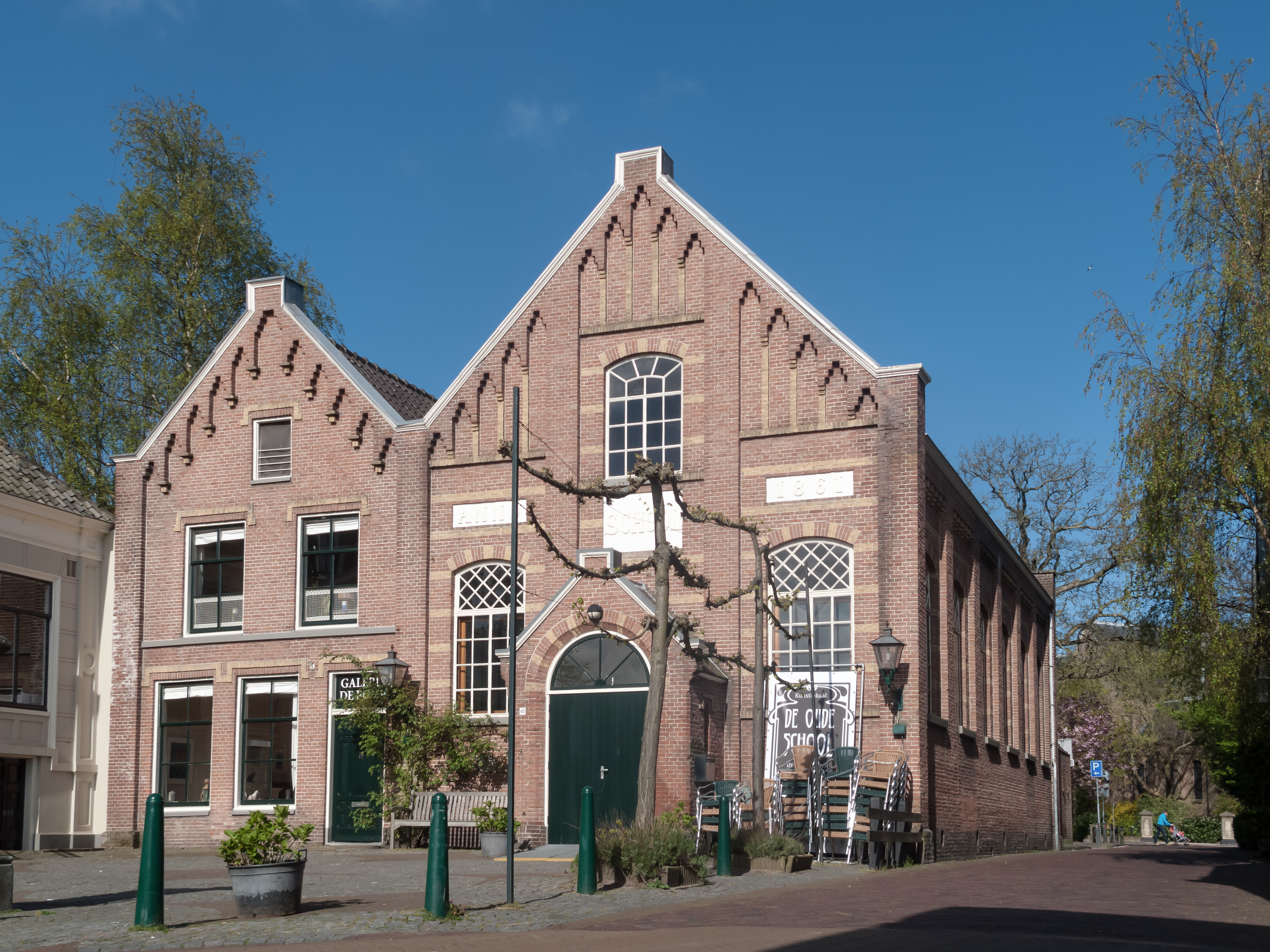
Ресторан в монументальном доме
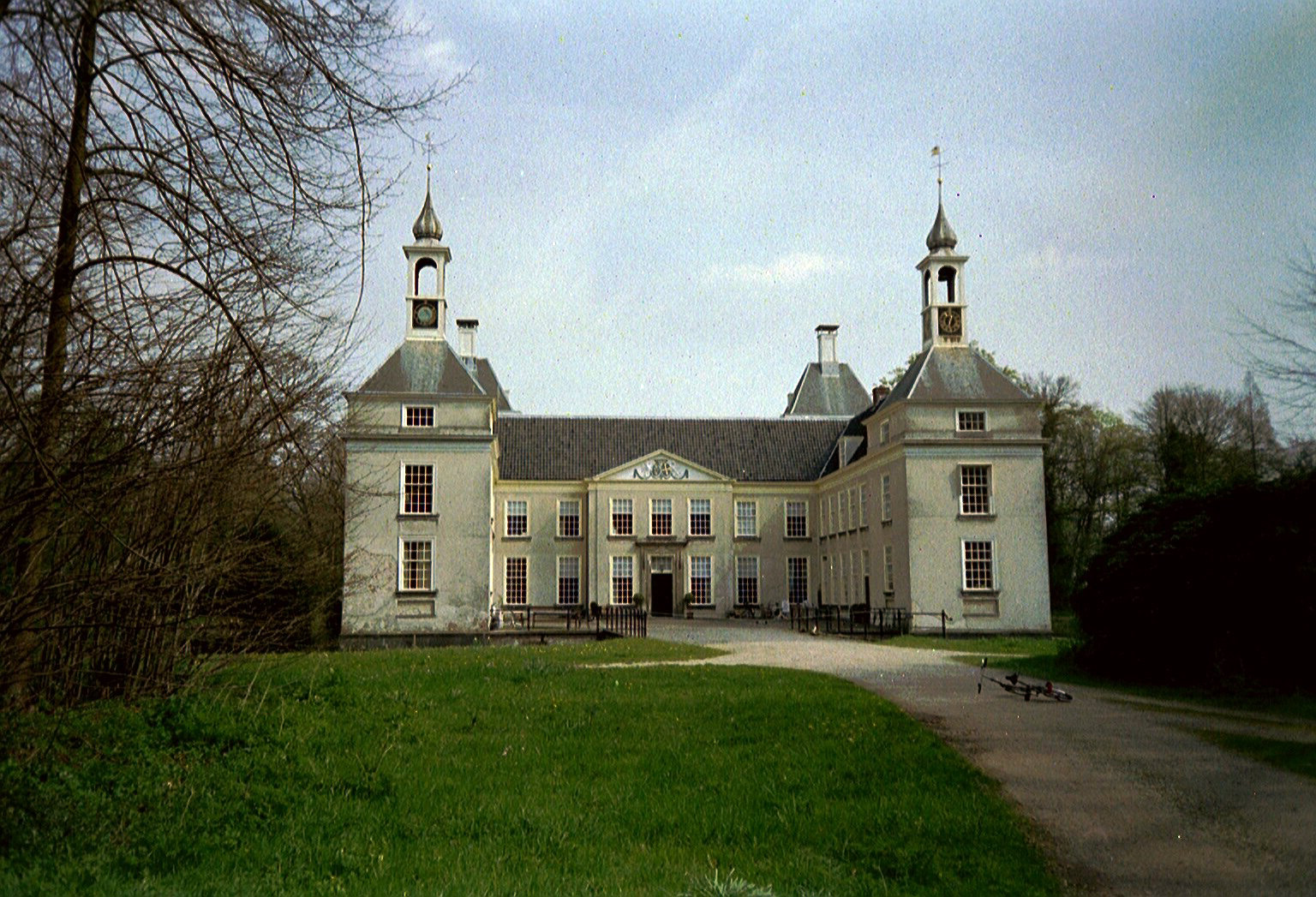
Особняк Huys te Warmond
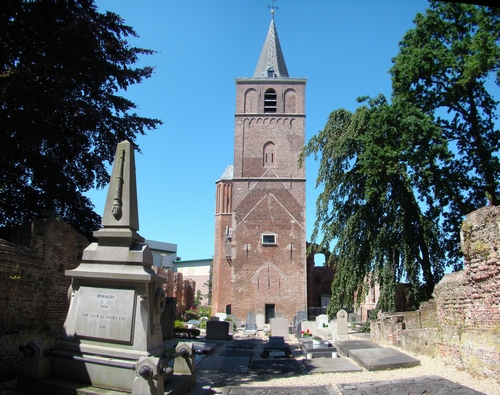
Разрушенная церковь

## Персоналии
- Иероним ван Бевернинг (1614 — 1690) — нидерландский политик и дипломат, умер в Вармонде
- Ян Стен (1626 — 1679) — голландский живописец, проживал в Вармонде
- Антони ван Левенгук (1632 — 1723) — нидерландский учёный, посещал школу в Вармонде